# さくら市営バス
さくら市営バス（さくらしえいバス）はさくら市・矢板市・那須烏山市の共同運行によりかつて運行されていた自治体バス。やしお観光バスに運行を委託していた。

## 概要
さくら市成立前は、旧喜連川町が那珂川水系内川、荒川に沿った集落を連絡するために運営していた。喜連川温泉などを拠点にJR片岡駅、烏山駅を結んでいた。以前は東野交通が運行していた。また、烏山・川井口間は、江川に沿って矢板まで国鉄バスも運行されていた。
利用者数の減少に伴う赤字額の増加および車体の老朽化等の理由から、2013年4月より無期限休止、事実上の廃止となった。さくら市乗合タクシーおよびJR氏家駅から運行される観光温泉バスが後継の交通機関となる。
運賃は多区間制を採用し、大人初乗り150円、片岡駅 - 烏山駅1,080円であった。回数券・定期券をさくら市喜連川支所で発売していた。
以下は休止直前の情報である。

## 路線
- 烏山駅 - 熊田 - 喜連川本町 - 片岡駅
- 烏山駅 - 熊田 - 喜連川本町 - 喜連川温泉 - 片岡駅
- 烏山駅 - 熊田 - 喜連川本町 - 喜連川温泉
- 烏山駅 - 熊田 - 川井口
- 川井口 - 熊田 - 喜連川本町 - 片岡駅
- 川井口 - 熊田 - 喜連川本町 - 喜連川温泉
- 喜連川温泉 - 片岡駅